# استراده نووه و مجموعه پلازی دی رولی

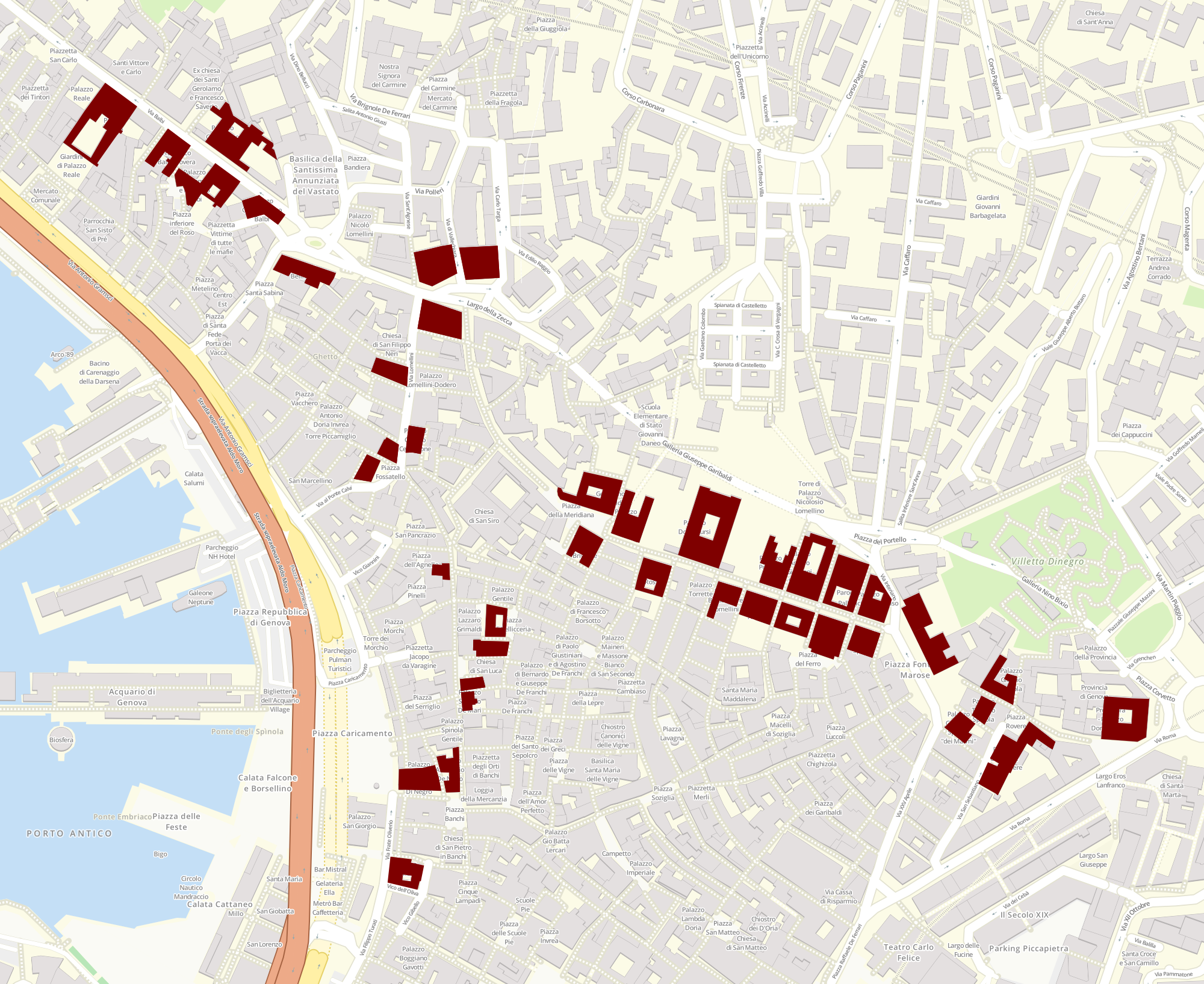
نقشه استرادا نووا و کاخ‌های رولی در میراث جهانی یونسکو

استراده نووه و مجموعه پلازی دی رولی یک سایت میراث جهانی یونسکو است که شامل تعدادی خیابان و کاخ در مرکز جنوا، در شمال غربی ایتالیا است.
در ۱۳ ژوئیه ۲۰۰۶، چهل و دو کاخ از ۱۶۳ کاخ که در ابتدا در یکی از پنج فهرست عمومی به نام "رولی" (به ایتالیایی به معنای "فهرست‌ها") قرار داشتند، توسط نشست کمیته ویژه یونسکو در ویلنیوس (لیتوانی) به عنوان میراث جهانی انتخاب شدند. این سایت شامل مجموعه ای از کاخ‌های رنسانس و باروک در امتداد به اصطلاح "خیابان‌های جدید" (استرادا نووا) است که تنوع فوق‌العاده‌ای از راه حل‌های مختلف را ارائه می‌دهد که ارزش جهانی را در انطباق با ویژگی‌های خاص سایت و الزامات به دست می‌آورد. آنها همچنین یک نمونه اصلی از یک شبکه عمومی از اقامتگاه‌های خصوصی را ارائه می‌دهند که برای میزبانی بازدیدهای دولتی تعیین شده‌است.
در ۲۰ ژانویه ۲۰۰۷، یونسکو از پلاکی در خیابان گاریبالدی، استرادا نووا سابق، رونمایی کرد که دلایل گنجاندن استرادا نووا و سیستم کاخ‌های رولی را در سایت‌های میراث جهانی توضیح می‌داد.
برخی از کاخ‌های رولی امروزه به عنوان ساختمان‌های عمومی، موزه‌ها، ادارات و اقامتگاه‌های خصوصی مورد استفاده قرار می‌گیرند. از میان کاخ‌هایی که به روی عموم باز هستند، Palazzo Rosso , Palazzo Bianco و Palazzo Doria Tursi به‌طور مشترک موزه‌های استرادا نووا را تشکیل می‌دهند که در خیابان گاریبالدی واقع شده‌اند.

## کتابشناسی - فهرست کتب
- Fiorella Caraceni (1992)، Una strada rinascimentale: via Garibaldi a Genova , Genova, SAGEP
- جورجیو دوریا (۱۹۹۵)، Nobiltà e investnti a Genova in Età moderna, Genova
- Gioconda Pomella (2007)، Guida Completa ai Palazzi dei Rolli Genova , Genova, De Ferrari Editore(شابک ‎۹۷۸۸۸۷۱۷۲۸۱۵۵)
- Mauro Quercioli (2008)، I Palazzi dei Rolli di Genova , Roma, Libreria dello Stato (شابک ‎۹۷۸۸۸۲۴۰۱۱۴۳۳)
- Fiorella Caraceni Poleggi (2001)، Palazzi Antichi e Moderni di Genova raccolti e disegnati da Pietro Paolo Rubens (1652)، Genova, Tormena Editore (شابک ‎۹۷۸۸۸۸۴۸۰۱۳۰۲)
- Mario Labò (۲۰۰۳)، I palazzi di Genova di PP Rubens, Genova, Nuova Editrice Genovese